# Olympiakos Nicosia FC
El Olympiakos Nicosia FC es un club de fútbol chipriota con sede en la ciudad de Nicosia. Fue fundado en 1931. Es un miembro fundador de la Asociación de Fútbol de Chipre. El estadio del Olympiakos es el Estadio GSP con capacidad para 22.859 personas.
El Olympiakos Nicosia ha ganado tres veces el Campeonato de la Primera División de Chipre y una Supercopa de Chipre.
En el pasado el club tenía también equipos de baloncesto, voleibol, ciclismo y fútbol sala.

## Historia
El período entre 1962 y 1972 es conocido como la "Década Dorada" del Olympiakos. El club fue campeón de la Primera División de Chipre tres veces y otras tres fue segundo lugar, además de convertirse en el único club chipriota en haber participado tres veces en la Super Liga de Grecia.
Este período empezó en la temporada 1961-1962, cuando el Olympiakos alcanzó la final de la Copa de Chipre, aunque perdió el encuentro 5-2 contra el Anorthosis Famagusta FC.
En la temporada 1964-1965, Giorgos Paletsios, un antiguo jugador y capitán del Olympiakos durante 18 años, aceptó dirigir el equipo sin que le pagaran por sus servicios. Paletsios reestructuró la escuadra promoviendo al equipo principal varios jugadores jóvenes y talentosos. Gracias a esto el equipo terminó en segundo lugar en el campeonato. El goleador del torneo fue un jugador de Olympiakos, Costakis Pieridis, con 21 anotaciones.
En la temporada 1965-1966, el Olympiakos fue segundo lugar de nuevo con 49 puntos, uno menos que el campeón AC Omonia. El goleador volvió a ser un jugador del Olympiakos, Panikos Efthymiadis con 23 goles.
La temporada 1966-1967 fue dominada por el Olympiakos, con Pambos Avraamidis como su director técnico. Ganaron el campeonato con 55 puntos, la misma cantidad que el APOEL FC, quien en su último juego derrotó al Aris Limassol F.C. 17-1. A pesar del abultado marcador, no fue suficiente para igualar la diferencia de goles del Olympiakos. En 1967 vencieron 1-0 al campeón de la Copa Chipre, el Apollon Limassol, ganando de esta manera la Supercopa de Chipre.
En la temporada 1968-1969, el Olympiakos, con Erick Brookes como director técnico, ganó el campeonato por segunda ocasión, con 52 puntos, la misma cantidad que el AC Omonia, pero, de nuevo, el Olympiakos tuvo mejor diferencia de goles. El goleador de campeonato es nuevamente Panikos Efthymiadis con 17 goles.
En 1971, el Olympiakos ganó la Copa Paligenesias, organizada por la Asociación de Fútbol de Chipre, derrotando al Nea Salamis Famagusta 1-0. En la temporada 1972-1973, el Olympiakos ocupó el segundo lugar, mientras que en 1974-1975 terminaron en el tercer puesto.
En 1978, el Olympiakos ganó el partido final de la Copa de Chipre 2-0 contra el Alki Larnaca FC. En 1999 alcanzaron la final nuevamente, pero perdieron 1-0 contra el AC Omonia.

### La experiencia en Grecia
El Olympiakos se convirtió en el primer equipo chipriota en participar en la Super Liga de Grecia, en la temporada 1967-1968, repitiendo la actuación en 1969-1970 y en 1971-72, siendo así el único equipo chipriota en participar tres veces en esa competencia.

### Experiencia en Europa
En la Copa de Campeones de Europa 1967-68 el club enfrentó al FK Sarajevo de Yugoslavia. El primer partido fue empatado 2-2, mientras que en el segundo el Olympiakos perdió 3-1.
También en la Copa de Campeones de Europa 1969-70, el Olympiakos jugó contra el Real Madrid, perdiendo ambos partidos con marcadores de 8-0 y 6-1. En 1971 volvió a participar en la misma competencia donde perdió 8-0 y 9-0 contra el Feyenoord Rotterdam.
El Olympiakos Nicosia también jugó en la Copa de la UEFA 2001-02 contra el equipo húngaro Dunaffer FC, empatando en Nicosia y ganando 2-4 de visita, la primera victoria para el club en competiciones europeas. Esto permitió la clasificación del Olympiakos a la siguiente ronda donde fueron eliminados por el Club Brujas.

### Historia reciente
Después de una desastrosa temporada durante 2007-2008, el Olympiakos Nicosia terminó en el último lugar del torneo, por lo que fue relegado a la Segunda División de Chipre por tercera vez en su historia. Durante la temporada 2008-2009, el club terminó cuarto y perdió el ascenso a la Primera División por un punto. En la próxima temporada, Petros Savva, un exarquero del equipo, fue nombrado director general del club. Savva contrató a Andros Kouloumbris como entrenador. Sin embargo, al final de la primera ronda, fue destituido debido a la poca calidad defensiva del equipo a pesar de ocupar el tercer lugar en la clasificación. Saša Jovanović fue nombrado como el reemplazo de Kouloumbris, pero solo logró dos victorias en siete partidos, con lo que el equipo cayó a la quinta posición. Debido a esto, Jovanović fue destituido y reemplazado por Nikodimos Papavasiliou. Bajo el mando de Papavasiliou, el equipo clasificó a los playoffs después de terminar en el tercer lugar durante la temporada regular. El Olympiakos terminó de tercero en los playoffs con lo que obtuvo el ascenso a la Primera División.
A pesar del éxito obtenido, el contrato con Papavasiliou no fue renovado al final de la temporada. Pambos Christodoulou, un exjugador del Olympiakos y exentrenador del Doxa Katakopias, fue contratado como el nuevo entrenador.

## Palmarés

### Torneos nacionales
- Primera División de Chipre (3): 1967, 1969, 1971
- Copa de Chipre (1): 1977
- Supercopa de Chipre (1): 1967

## Participación en competiciones de la UEFA
| Temporada | Torneo                    | Ronda          | Club                  | Ida     | Vuelta   | Global |
| --------- | ------------------------- | -------------- | --------------------- | ------- | -------- | ------ |
| 1967–68   | European Cup              | 1              | Sarajevo              | 2–2 (L) | 1–3 (V)  | 3–5    |
| 1969–70   | European Cup              | 1              | Real Madrid           | 0–8 (L) | 1–6 (V)  | 1–14   |
| 1971–72   | European Cup              | 1              | Feyenoord             | 0–8 (V) | 0–9 (L)  | 0–17   |
| 1973–74   | UEFA Cup                  | 1              | Stuttgart             | 0–4 (L) | 0–9 (V)  | 0–13   |
| 1977–78   | European Cup Winners' Cup | 1              | Universitatea Craiova | 1–6 (L) | 0–2 (V)  | 1–8    |
| 2001–02   | UEFA Cup                  | Clasificatoria | Dunaferr              | 2–2 (L) | 4–2 (V)  | 6–4    |
| 2001–02   | UEFA Cup                  | 1              | Club Brugge           | 2–2 (L) | 1–7 (V)  | 3–9    |
| 2003      | UEFA Intertoto Cup        | 1              | Dubnica               | 0–3 (V) | 1–4 (L)  | 1–7    |
| 2005      | UEFA Intertoto Cup        | 1              | Gloria Bistrița       | 0–5 (L) | 0–11 (V) | 0–16   |